# 콩다닥냉이
콩다닥냉이(학명: Lepidium virginicum)는 배추과에 속하는 두해살이 또는 한해살이풀이다. 북아메리카 원산의 귀화식물로 한국에서는 길가나 공터 등에 흔하다. 병 닦는 솔과 비슷한 모양이다.

## 특징
키는 30~50cm 로 곧추서며, 미세한 털이 나있다. 뿌리켠에서 나는 잎과 줄기에 붙은 잎이 있다. 뿌리잎은 모이거나 수평으로 퍼지고, 길이 3~5cm로 긴 잎자루가 있으며 깃골로 갈라지는 1회우상복엽이다. 갈라진 조각 중 끝에 달린 조각은 넓은 달걀 모양이고 옆에 달린 조각보다 크다. 뿌리잎은 로제트 상태로 겨울을 나며 꽃이 필 때는 사라진다. 줄기잎은 거꾸로 선 달걀 모양으로 아랫부분이 좁아지고 가장자리에 톱니가 있는데, 뿌리잎과 달리 거의 잎자루가 없다. 줄기는 위쪽에서 많이 갈라져 5~7월에 많은 꽃을 다는데, 들다닥냉이와 마찬가지로 송이꽃차례(총상화서)가 발달하는 것이 특징이라 병 닦는 솔(bottlebrush)과도 같은 형세다. 꽃잎은 흰빛이며 길이는 1~3mm 정도인데 녹색 타원 모양인 꽃받침보다 약간 길어 각각 4개씩 있다.

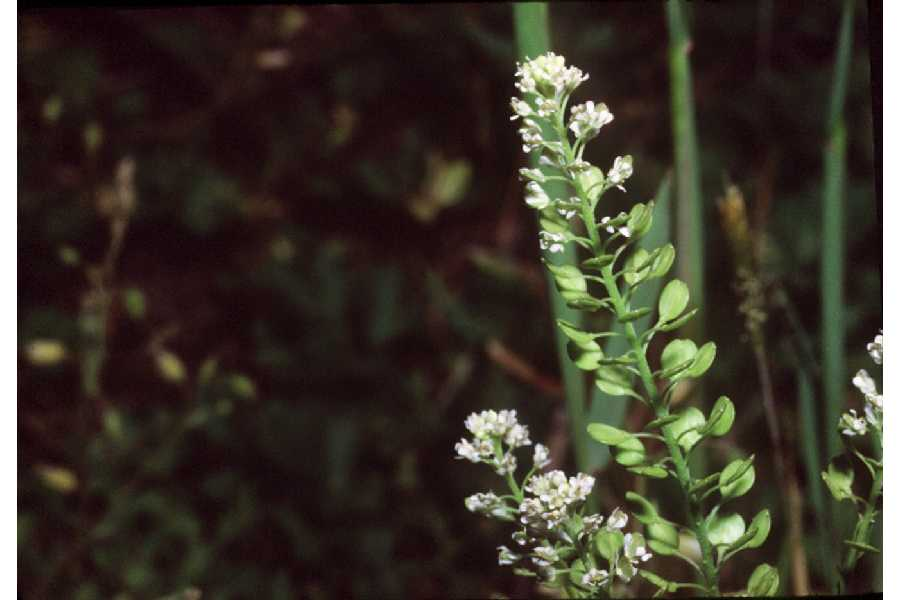
콩다닥냉이

열매는 각과로 편평한 원형으로 길이 3mm 내외이고 끝이 오목하다. 종자는 적갈색으로, 희고 반투명한 날개가 있다.
밭에 흔한 다닥냉이보다는 꽃이 다소 크고, 줄기에 나는 잎이 보다 넓고 톱니가 있다.

## 재배와 이용
농작물 사이에 끼어서 자라는 잡초이며 길가나 공터 등에도 흔하다. 건조한 흙과 양지를 좋아한다.
식물의 모든 부분에서 후추 맛이 난다. 식용으로 쓸 수 있는데, 어린 잎은 나물로 먹거나, 부치거나 날것으로 해서 샐러드로 먹는다. 어린 꼬투리는 후추 대용으로 쓸 수 있다. 잎에는 단백질과 비타민 A, 비타민 C가 있다.